# شابی مبارک
شابی مبارک (انگلیسی: Chebbi Mbarek؛ زادهٔ ۱۷ اکتبر ۱۹۶۴) بازیکن والیبال اهل تونس بود.